# Клименко Микола Олегович
Микола Олегович Клименко — старший солдат Збройних Сил України, учасник російсько-української війни, що загинув у ході російського вторгнення в Україну в 2022 році.

## Життєпис
Стрілець-гранатометник ВВВП 3-ї роти оперативного призначення 1-го батальйону оперативного призначення ОЗСП «Азов».
15 березня 2022 року, під час виконання бойового завдання отримав поранення, що несумісні з життям.

## Нагороди
- орден «За мужність» III ступеня (2022, посмертно) — за особисту мужність і самовіддані дії, виявлені у захисті державного суверенітету та територіальної цілісності України, вірність військовій присязі, зразкове виконання службового обов'язку.